# Coupe de la Ligue française masculine de handball 2009-2010
Navigation
Coupe de la Ligue 2008-2009 Coupe de la Ligue 2010-2011
La Coupe de la Ligue française masculine de handball 2009-2010 est la 9e édition de la compétition, organisée par la Ligue nationale de handball.
La compétition est remportée pour la sixième fois par le Montpellier Agglomération Handball qui a remporté tous ses matchs avec au moins 12 buts d'écart face successivement au Istres Ouest Provence Handball, tenant du titre, au Chambéry Savoie Handball, une nouvelle fois son dauphin en Championnat de France et enfin au Saint-Raphaël Var Handball. Pour Saint-Raphaël, cette première finale nationale est également synonyme de première qualification européenne en Coupe de l'EHF, Montpellier étant déjà qualifié pour la Ligue des champions.

## Résultats

### Huitièmes de finale
| Club 1                | Score | Club 2                   |
| --------------------- | ----- | ------------------------ |
| HBC Nantes            | 35-30 | Aurillac HB CA           |
| Istres OPH            | 31-24 | US Créteil               |
| USAM Nîmes Gard       | 24-35 | Saint-Raphaël VHB        |
| Tremblay-en-France HB | 29-30 | OC Cesson                |
| Dunkerque HGL         | 21-18 | Dijon Bourgogne Handball |
| Fenix Toulouse        | 28-33 | US Ivry                  |

### Quarts-de-finale
| 19 décembre 2009 20h00 | Saint-Raphaël VHB | 35–26 | OC Cesson | Palais des sports JF Krakowski, Saint-Raphaël Affluence : 1 500 Arbitrage : Jérôme Rolland et Jean-François Bourgeois |
| 19 décembre 2009 20h00 | (17-16)           |       |           | Palais des sports JF Krakowski, Saint-Raphaël Affluence : 1 500 Arbitrage : Jérôme Rolland et Jean-François Bourgeois |
| 19 décembre 2009 20h00 |                   |       |           | Palais des sports JF Krakowski, Saint-Raphaël Affluence : 1 500 Arbitrage : Jérôme Rolland et Jean-François Bourgeois |

| 19 décembre 2009 20h00 | Dunkerque HGL | 28–27 | US Ivry | Salle Dewerdt, Dunkerque Affluence : 1 900 Arbitrage : Nordine Lazaar et Laurent Reveret |
| 19 décembre 2009 20h00 | (15-14)       |       |         | Salle Dewerdt, Dunkerque Affluence : 1 900 Arbitrage : Nordine Lazaar et Laurent Reveret |
| 19 décembre 2009 20h00 |               |       |         | Salle Dewerdt, Dunkerque Affluence : 1 900 Arbitrage : Nordine Lazaar et Laurent Reveret |

| 19 décembre 2009 20h00 | Istres OPH | 23–35 | Montpellier AHB | Halle Polyvalente, Istres Affluence : 1 300 Arbitrage : Moreno Jean-Pierre et Serrano Michel |
| 19 décembre 2009 20h00 | (9-19)     |       |                 | Halle Polyvalente, Istres Affluence : 1 300 Arbitrage : Moreno Jean-Pierre et Serrano Michel |
| 19 décembre 2009 20h00 |            |       |                 | Halle Polyvalente, Istres Affluence : 1 300 Arbitrage : Moreno Jean-Pierre et Serrano Michel |

| 19 décembre 2009 20h00 | Chambéry Savoie Handball | 33–30 | HBC Nantes | Le phare, Chambéry Arbitrage : ? |
| 19 décembre 2009 20h00 | (-)                      |       |            | Le phare, Chambéry Arbitrage : ? |

### Demi-finales
| 13 mars 2010 16h00 | Dunkerque Handball Grand Littoral | 33–35 (tab) | Saint-Raphaël Var Handball | Palais des sports de Beaulieu, Nantes Arbitrage : Dentz Thierry et Denis Reibel |
| 13 mars 2010 16h00 | (12–15, 31-31)                    |             |                            | Palais des sports de Beaulieu, Nantes Arbitrage : Dentz Thierry et Denis Reibel |
| 13 mars 2010 16h00 | Tab : 2-4                         |             |                            | Palais des sports de Beaulieu, Nantes Arbitrage : Dentz Thierry et Denis Reibel |

| 13 mars 2010 18h00 | Montpellier AHB | 37–23 | Chambéry Savoie Handball | Palais des sports de Beaulieu, Nantes Arbitrage : Charlotte et Julie Bonaventura |
| 13 mars 2010 18h00 | (17–13)         |       |                          | Palais des sports de Beaulieu, Nantes Arbitrage : Charlotte et Julie Bonaventura |

### Finale
| 14 mars 2010 17h30 | Montpellier AHB       | 37–25 | Saint-Raphaël | Palais des sports de Beaulieu, Nantes Arbitrage : Nordine Lazaar et Laurent Reveret |
| 14 mars 2010 17h30 | (20–13)               |       |               | Palais des sports de Beaulieu, Nantes Arbitrage : Nordine Lazaar et Laurent Reveret |
| 14 mars 2010 17h30 | Compte-rendu Handzone |       |               | Palais des sports de Beaulieu, Nantes Arbitrage : Nordine Lazaar et Laurent Reveret |

## Vainqueur
| Vainqueur de la Coupe de la Ligue 2009-2010 Montpellier AHB 6e victoire |